# Vektor (epidemiologija)
Vektor ali prenašalec bolezni je v epidemiologiji pojav, ki prenaša povzročitelje nalezljivih bolezni (patogene) od okuženega do neokuženega osebka. Ločimo dva glavna tipa vektorjev, mehanske in biološke.
Mehanski vektorji so neživi pojavi, ki razširjajo povzročitelje bolezni. Eden najpomembnejših mehanskih vektorjev je veter, ki po zraku prenaša spore ali jajčeca patogenov oz. cele patogene, če so dovolj majhni in lahki. Sem uvrščamo tudi primere, ko se patogeni prenašajo na površini drugih organizmov, npr. patogene bakterije na nogah domače muhe, s katerimi ta kontaminira hrano, na kateri pristane.
Biološki vektorji so organizmi, ki prenašajo patogene v svojem telesu, vendar se bolezen pri njih ne razvije. Največkrat gre za zunanje zajedavce, ki s sesanjem telesnih tekočin okuženega gostitelja vnesejo vase tudi patogene. Le-ti se v njegovem prebavnem sistemu namnožijo, nakar jih vektor vnese v drug organizem, po navadi s slino. Vektor dodatno pripomore k okužbi s tem, da prebode ali drugače poškoduje zaščitno plast (kutikulo), ki ima pri tarčnem organizmu vlogo preprečevanja dostopa patogenov v notranjost. Bolezni, ki se prenašajo z živalskimi vektorji, označujemo s skupnim izrazom zoonoze. Med bolj znanimi so kuga, malarija in SARS. Zatiranje bioloških vektorjev je ena od osnovnih metod kontrole nalezljivih bolezni.